# NGC 541
NGC 541 je eliptická galaxie v souhvězdí Velryba. Její zdánlivá jasnost je 12,2m a úhlová velikost 1,8′ × 1,7′. Je vzdálená 245 milionů světelných let, průměr má 130 000 světelných let. Galaxie je zařazena do katalogu pekuliárních galaxií pod označením Arp 133 jako příklad galaxie s blízkými útržky. NGC 541 je rádiový zdroj 3C 40A, podle Fanaroffovy-Rileyho klasifikace v třídě I.
45″ severovýchodně od galaxie NGC 541 leží nepravidelná trpasličí galaxie zvaná Minkowského objekt. Galaxie je členem kupy galaxií Abell 194. Mezi NGC 541 a párem galaxií NGC 545 a NGC 547 byl zjištěn hvězdný pás, který leží na obloze v úhlové vzdálenosti 4,5 vteřiny severovýchodně od NGC 541 a odpovídá přibližně 325 000 světelných let.
Galaxii objevil 30. října 1864 Heinrich Louis d'Arrest.